# Arthur (football)
Pour les articles homonymes, voir Arthur.
Arthur Henrique Ramos de Oliveira Melo, plus simplement connu sous le nom d'Arthur Melo ou d'Arthur, né le 12 août 1996 à Goiânia (Brésil), est un footballeur international brésilien qui évolue au poste de milieu relayeur au Girona FC, en prêt de la Juventus FC.

## Carrière

### Grêmio Porto Alegre
Arthur commence à jouer avec le club de sa ville natale, le Goiás Esporte Clube, à l'âge de douze ans.
En 2010, il est repéré par le Grêmio Foot-Ball Porto Alegrense qui le recrute. En janvier 2015, à la suite de ses performances lors de la Coupe São Paulo Júnior, Arthur est promu en équipe première par l'entraîneur Luiz Felipe Scolari.
En 2017, Arthur devient un habitué du onze initial du Grêmio. Lors de son premier match en Copa Libertadores face au Club Guaraní, il est désigné "Homme du match" après avoir réussi 40 passes (taux de 100 % de réussite). Il remporte la Copa Libertadores 2017, en battant l'équipe argentine du Club Atlético Lanús en finale.

### FC Barcelone
Le 11 mars 2018, le FC Barcelone annonce l'arrivée d'Arthur pour juillet 2018. Le montant du transfert s'élève à 30 millions d'euros, plus 9 en variables. Sa clause de départ est fixée à 400 millions d'euros.
Il débute avec les Blaugranas le 28 juillet 2018, lors d'un match amical de pré-saison face à Tottenham Hotspur en International Champions Cup, et marque par ailleurs son premier but avec le FC Barcelone.
Arrivé avec une grosse pression sur les épaules  puisqu'il a pour mission de remplacer Andrés Iniesta, Arthur s'adapte bien au jeu du FC Barcelone et est titularisé à de nombreuses reprises par Ernesto Valverde qui lui fait confiance dès sa première saison au sein du club.
Le 31 août 2019, il marque son premier but officiel sous le maillot du Barça face au CA Osasuna lors de la deuxième journée de championnat. Il récidive lors de la troisième journée face à Villarreal CF, en inscrivant son deuxième but avec le Barça d'une superbe frappe de l'extérieur de la surface qui termine sa course dans la lucarne du but de Sergio Asenjo.

### Juventus de Turin
Arthur est transféré à la Juventus de Turin le 29 juin 2020 pour un montant de 72 M€ avec un bonus de 10 M€ alors que Miralem Pjanić fait le chemin inverse en signant au FC Barcelone pour 60 M€ accompagné d'un bonus de 5 M€,.

#### Liverpool
Le 1er septembre 2022, il est prêté avec option d'achat fixée à 37,5 millions d'euros au Liverpool FC.
Son prêt à Liverpool est un échec complet, souvent blessé, il ne dispute qu’un petit bout de match lors d’une cinglante défaite en Ligue des champions quatre buts à un en faveur de Naples.
Il ne participe à aucun autre match sous les ordres de Jürgen Klopp, se contentant de deux petits matchs avec l’équipe U21 qu’il disputera en intégralité.

### Équipe nationale
Le 17 août 2018, le sélectionneur de la Seleção Tite convoque Arthur pour les matches amicaux face aux États-Unis et au Salvador.
Il débute le 7 septembre 2018 face aux États-Unis (victoire 2 à 0).
Ne jouant quasiment pas durant son prêt à Liverpool, il est logiquement non retenu pour la Coupe du monde 2022 par Tite, qui verra le Brésil sortir des les quarts de finale face à la Croatie

## Statistiques
| Saison                | Club                  | Championnat           | Championnat | Championnat | Championnat | Coupe(s) nationale(s) | Coupe(s) nationale(s) | Coupe(s) nationale(s) | Supercoupe | Supercoupe | Supercoupe | Compétition(s) continentale(s) | Compétition(s) continentale(s) | Compétition(s) continentale(s) | Compétition(s) continentale(s) | Total | Total | Total |
| Saison                | Club                  | Division              | M.          | B.          | P.d.        | M.                    | B.                    | P.d.                  | M.         | B.         | P.d.       | Comp.                          | M.                             | B.                             | P.d.                           | M.    | B.    | P.d.  |
| 2016                  | Grêmio                | Série A               | 1           | 0           | 0           | -                     | -                     | -                     | -          | -          | -          | CL                             | -                              | -                              | -                              | 1     | 0     | 0     |
| 2017                  | Grêmio                | Série A               | 27          | 1           | 0           | -                     | -                     | -                     | -          | -          | -          | CL                             | 12                             | 0                              | 1                              | 39    | 1     | 1     |
| 2018                  | Grêmio                | Série A               | 7           | 1           | 1           | -                     | -                     | -                     | -          | -          | -          | CL                             | 3                              | 0                              | 1                              | 10    | 1     | 2     |
| Sous-total            | Sous-total            | Sous-total            | 35          | 2           | 1           | -                     | -                     | -                     | -          | -          | -          | -                              | 15                             | 0                              | 2                              | 50    | 2     | 3     |
| 2018-2019             | FC Barcelone          | Liga                  | 27          | 0           | 1           | 7                     | 0                     | 1                     | 1          | 0          | 0          | C1                             | 9                              | 0                              | 0                              | 44    | 0     | 2     |
| 2019-2020             | FC Barcelone          | Liga                  | 21          | 3           | 3           | 3                     | 1                     | 0                     | -          | -          | -          | C1                             | 4                              | 0                              | 1                              | 28    | 4     | 4     |
| Sous-total            | Sous-total            | Sous-total            | 48          | 3           | 4           | 10                    | 1                     | 1                     | 1          | 0          | 0          | -                              | 13                             | 0                              | 1                              | 72    | 4     | 6     |
| 2020-2021             | Juventus              | Serie A               | 22          | 1           | 0           | 2                     | 0                     | 0                     | 1          | 0          | 0          | C1                             | 7                              | 0                              | 0                              | 32    | 1     | 0     |
| 2021-2022             | Juventus              | Serie A               | 20          | 0           | 0           | 4                     | 0                     | 1                     | 1          | 0          | 0          | C1                             | 6                              | 0                              | 0                              | 31    | 0     | 1     |
| Sous-total            | Sous-total            | Sous-total            | 42          | 1           | 0           | 6                     | 0                     | 1                     | 2          | 0          | 0          | -                              | 13                             | 0                              | 0                              | 63    | 1     | 1     |
| 2022-2023             | Liverpool FC (prêt)   | Premier League        | -           | -           | -           | -                     | -                     | -                     | -          | -          | -          | C1                             | 1                              | 0                              | 0                              | 1     | 0     | 0     |
| 2023-2024             | ACF Fiorentina (prêt) | Serie A               | 33          | 2           | 3           | 3                     | 0                     | 0                     | 1          | 0          | 0          | C4                             | 11                             | 0                              | 0                              | 48    | 2     | 3     |
| 2024-2025             | Girona FC (prêt)      | Liga                  | 15          | 0           | 0           | -                     | -                     | -                     | -          | -          | -          | -                              | -                              | -                              | -                              | 15    | 0     | 0     |
| Total sur la carrière | Total sur la carrière | Total sur la carrière | 174         | 8           | 8           | 19                    | 1                     | 2                     | 4          | 0          | 0          | -                              | 53                             | 0                              | 3                              | 250   | 9     | 13    |

## Palmarès

### En club
- Grêmio
  - Vainqueur de la Copa Libertadores en 2017
  - Vainqueur du Campeonato Gaúcho en 2018

- FC Barcelone
  - Vainqueur de la Supercoupe d'Espagne en 2018
  - Champion d'Espagne en 2019
  - Finaliste de la Coupe d'Espagne en 2019

- Juventus
  - Vainqueur de la Supercoupe d'Italie en 2020
  - Vainqueur de la Coupe d'Italie en 2021
  - Finaliste de la Coupe d'Italie en 2022
  - Finaliste de la Supercoupe d'Italie en 2022

### En sélection
- Brésil
  - Vainqueur de la Copa América en 2019